# Muralismo mexicano

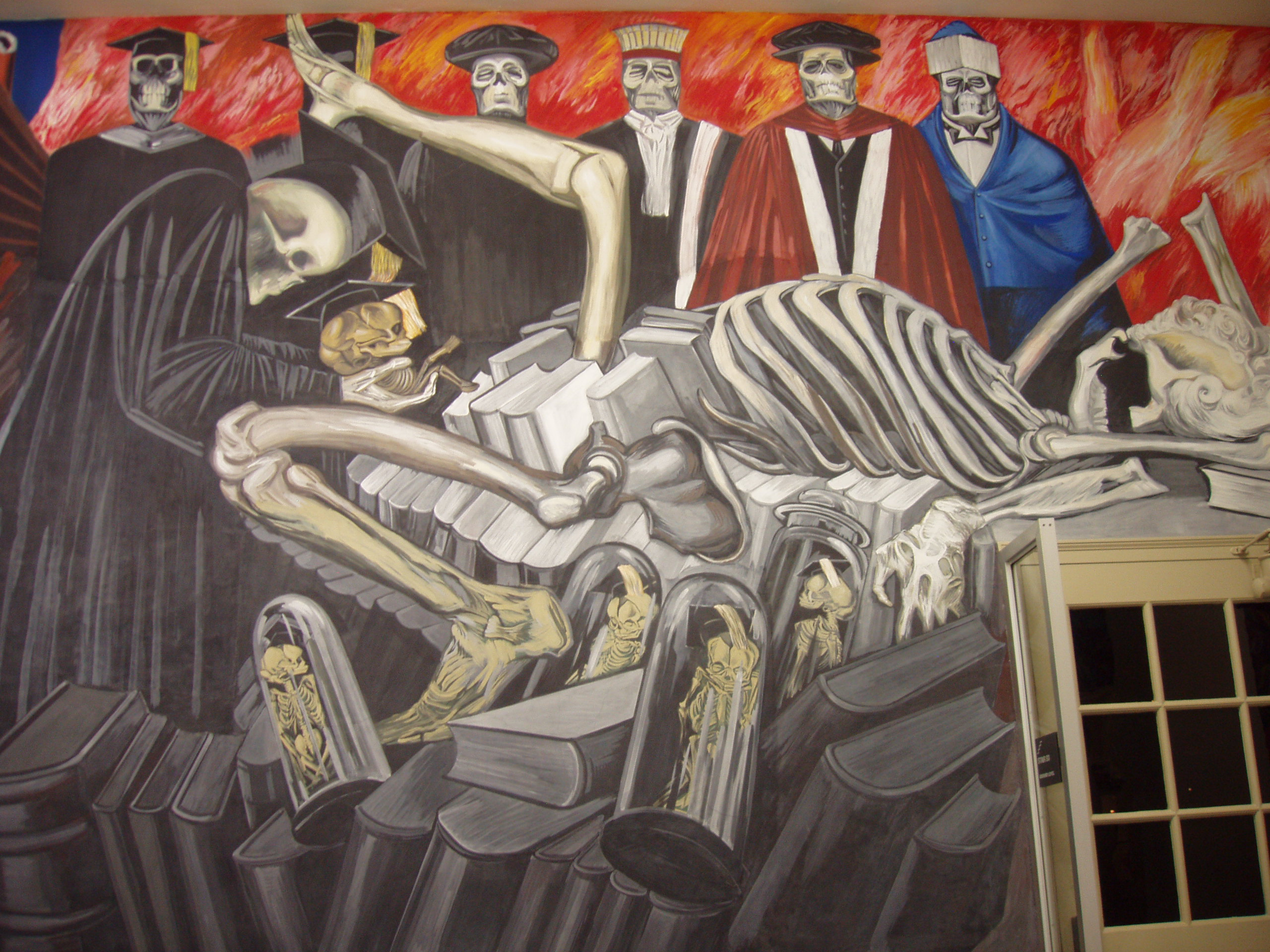
Detalle de un mural de José Clemente Orozco en la Biblioteca Baker, Dartmouth College, Hanover, Nuevo Hampshire.

El muralismo fue un movimiento artístico iniciado en México a principios del siglo XX, creado por un grupo de pintores intelectuales mexicanos después de la Revolución Mexicana, reforzado por la Gran Depresión y la Primera Guerra Mundial.
El deseo por una verdadera transformación aumentó y se comenzaron a hacer demandas más radicales, que buscaban una revolución social, política y económica. Los mestizos, la clase media y baja se unieron contra Porfirio Díaz.
Cuando Álvaro Obregón llega al poder muchos cambios fueron implementados. Tres millones de hectáreas de tierras fueron redistribuidas a los campesinos, los programas educativos fueron mejorados así como se asignaron fondos para fomentar las artes. Parte de estos fondos fueron utilizados por los muralistas para expresar con orgullo su pasado indígena y educar a la gente.
José Vasconcelos fue designado por Álvaro Obregón como secretario de Educación Pública de México en 1921. Cuando Vasconcelos encontró que el 90% de la población era analfabeta, buscó una manera de enseñar a la gente mucho más sencilla de entender. José Vasconcelos patrocinó al Dr. Atl Gerardo Murillo, (conocido como el sucesor de José María Velasco Gómez) El Dr. Atl fue pintor y maestro considerado el padre del muralismo. Él fundó el Centro Artístico en Ciudad de México unos años antes. El Centro Artístico buscaba la creación de un arte nacional, utilizando los principios modernos para expresar sus ideas a través de murales. Invitó a animados jóvenes artistas a unirse a su programa, como Roberto Montenegro, Federico Cantú, Ramón Alva, José Clemente Orozco, Diego Rivera, David Alfaro Siqueiros, entre otros.

## Muralismo
Artistas e intelectuales mexicanos participaron en la construcción de una nueva identidad nacional. Buscaban consolidar los ideales sociales creados en la revolución, destacando el nacionalismo dentro de su arte, además de cambiar las ideas raciales preexistentes contra los indígenas, ideas que se habían creado durante el periodo colonial.

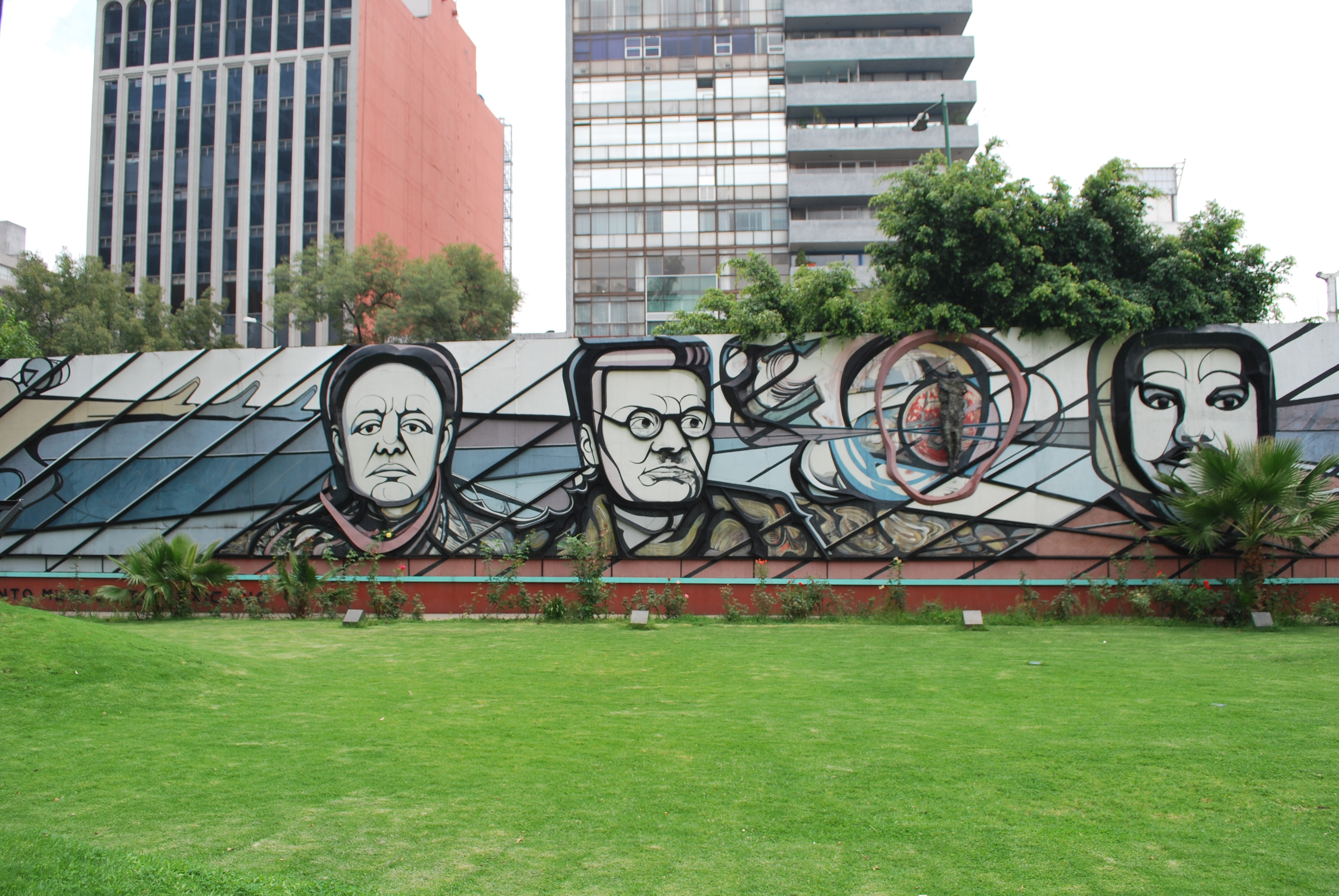
Homenaje a los muralistas de México en Polyforum Cultural Siqueiros.

En 1922 surgió un grupo llamado Sindicato Revolucionario de Obreros Técnicos y Plásticos (Unión Revolucionaria de Obreros Técnicos, Pintores, Escultores y Afines). Este grupo expresó las ideas socialistas a través del arte y muralismo, también quería incluir artesanos, talladores de madera y tejedores textiles que no fueron considerados artistas, lo cual hizo a una gran parte de la población a entender la importancia de los murales y sentirse incluidos en el movimiento. También imprimió información sobre el grupo, que terminó siendo un periódico semanal fácilmente accesible a la mayoría del pueblo, llamado “El Machete”.
En 1923 el muralismo se volvió muy conocido dentro y fuera de México. “Los tres grandes” David Alfaro Siqueiros, Diego Rivera y José Clemente Orozco continuaron pintando con los fondos del Departamento de Educación José Vasconcelos hasta que fue él sustituido por José Manuel Puig Casauranc, quien continuó apoyando solamente a Diego Rivera.
Uno de los murales más conocidos por su polémica y contenido fue "Man at the Crossroads" (Hombre en la encrucijada o El hombre controlador del universo),un mural encargado por Nelson Rockefeller. Se presentó por primera vez como una contienda entre Pablo Picasso, Henri Matisse y Diego Rivera. Los tres negaron inicialmente la solicitud, debido a las restricciones que se pidieron para la pieza. Las directrices fueron que tenía que ser monocromático y decorativo. Después de algunas negociaciones Diego Rivera aceptó el proyecto, siempre y cuando pudiera utilizar el color y hacer una narración.
Eran tiempos de lucha, que inspiraron a Rivera para representar los acontecimientos políticos en su mural. Representó al mundo capitalista. A un lado de la tecnología, mostrando a Charles Darwin y la teoría de la evolución, así como la gente de clase baja reprimida por la gente de clase alta. En cambio, la otra parte de la obra representaba el mundo socialista, donde dibujó a Friedrich Engels, Karl Marx y León Trotski. La parte más polémica de este trabajo fue que pintó a Lenin en el centro, sosteniendo sus manos con un ruso y un soldado americano negro, para representar la unidad de la nación. Aunque Diego Rivera explicó sus ideas y puntos de vista políticos a Nelson Rockefeller antes de pintar el mural, Nelson le pidió a modificarlo después de haber sido aceptado, Diego se negó a modificarlo y el mural fue destruido.
Después de este incidente, se le prohibió a Diego Rivera pintar en los Estados Unidos durante algún tiempo, lo cual motivó a la comunidad artística de Nueva York a tomar acción, el incidente junto a algunos expresionistas abstractos, a pensar en lo acontecido, así se les dio una plataforma para expresar sus puntos de vista acerca de la política y el arte público.
Un año más tarde, Diego Rivera volvió a pintar el mismo mural en el Palacio de Bellas Artes en la Ciudad de México, donde representó a la orientación comunista como un símbolo de esperanza, también en representación de las luchas de la Primera Guerra Mundial. Estos recuerdos fueron significativos cuando el mural fue pintado y también debido a la amistad de Rivera con Trotski, que fue a México en exilio por orden de Stalin después de la muerte de Lenin.

## Antecedentes

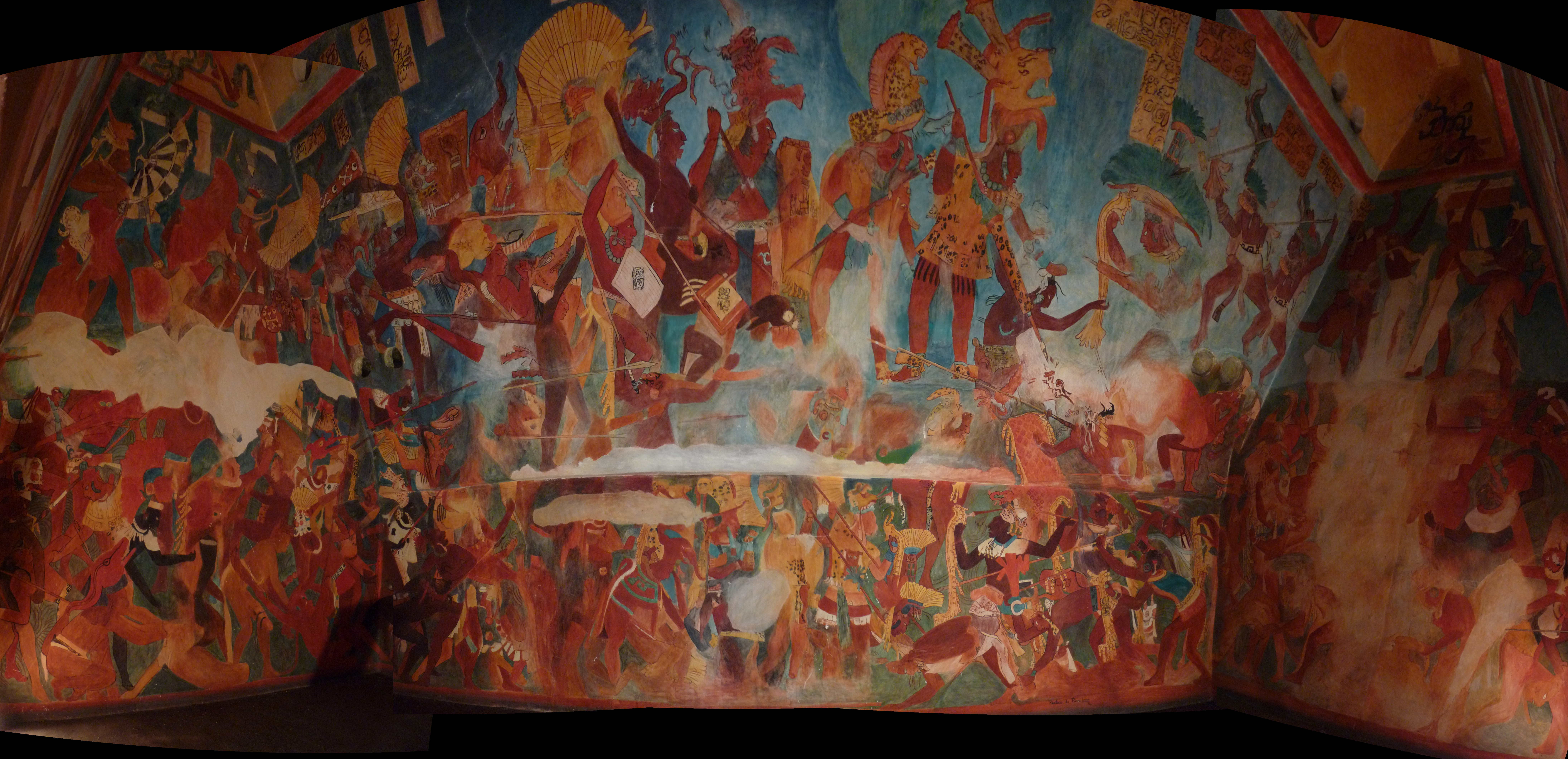
Vista panorámica del mural de Bonampak

México tiene una tradición de pintar murales, comenzando por la Civilización Olmeca en el periodo prehispánico y en el periodo colonial con murales mayormente pintados para evangelizar y reforzar la doctrina cristiana. La tradición moderna tiene sus raíces en el siglo XIX, con el uso de temas políticos y sociales. El primer muralista mexicano en usar temas filosóficos en su trabajo fue Juan Cordero en la mitad del siglo XIX, a pesar de que él tuvo mayor trabajo con temas religiosos como la cúpula de la Iglesia de Santa Teresa y otras iglesias, él pintó un mural no tan religioso en el recinto de Gabino Barreda en la Escuela Nacional Preparatoria.
El final del siglo XIX estaba dominado políticamente por Porfirio Díaz; este gobierno fue el primero en impulsar el desarrollo cultural del país, apoyando a la Academia de San Carlos y enviando a artistas prometedores a estudiar en el extranjero. Sin embargo, este esfuerzo dejó fuera a la cultura y gente indígena con el objetivo de hacer parecer a México como Europa. Gerardo Murillo, también conocido como Dr. Atl, es considerado como el primer muralista mexicano moderno con la creencia de que el arte mexicano debe reflejar el estilo de vida mexicano. La Academia y el gobierno sólo habían promovido imitaciones del arte europeo por lo que Atl y otros muralistas presionaron al gobierno de Díaz para permitirles pintar en paredes de edificios para escapar del formalismo. Atl también organizó una exhibición de manera independiente en donde artistas indígenas promovieron temas nacionales con coloridos bocetos que más tarde aparecerían en el muralismo. Otra gran influencia en los artistas más jóvenes fue el trabajo gráfico de José Guadalupe Posada quien se burlaba frecuentemente del estilo europeo y creó caricaturas con crítica social y política.
La Revolución Mexicana fue la culminación de la oposición hacia las políticas de Díaz. Un grupo de oposición muy importante fue una comunidad intelectual que incluyó a personas como Antonio Caso, Alfonso Reyes y José Vasconcelos. Ellos promovieron una filosofía populista que coincidió con la crítica social y política de Atl y Posada e influenció a la siguiente generación de muralistas como Diego Rivera, José Clemente Orozco y David Alfaro Siqueiros. Estas ideas ganaron poder, sin embargo, en casi una década se generó una disputa entre las distintas facciones que peleaban por el poder, los gobiernos cambiaban frecuentemente con un número considerable de asesinatos, incluyendo el de Francisco I. Madero. Atl apoyaba a la facción donde Venustiano Carranza lideraba y promovió el trabajo de Rivera, Orozco y Siqueiros, quienes más tarde serían los fundadores del movimiento. A través de la guerra y hasta 1921, Atl continuó pintando murales así como otras actividades que incluyeron el enseñar a la siguiente generación de artistas y muralistas mexicanos.

## Arte

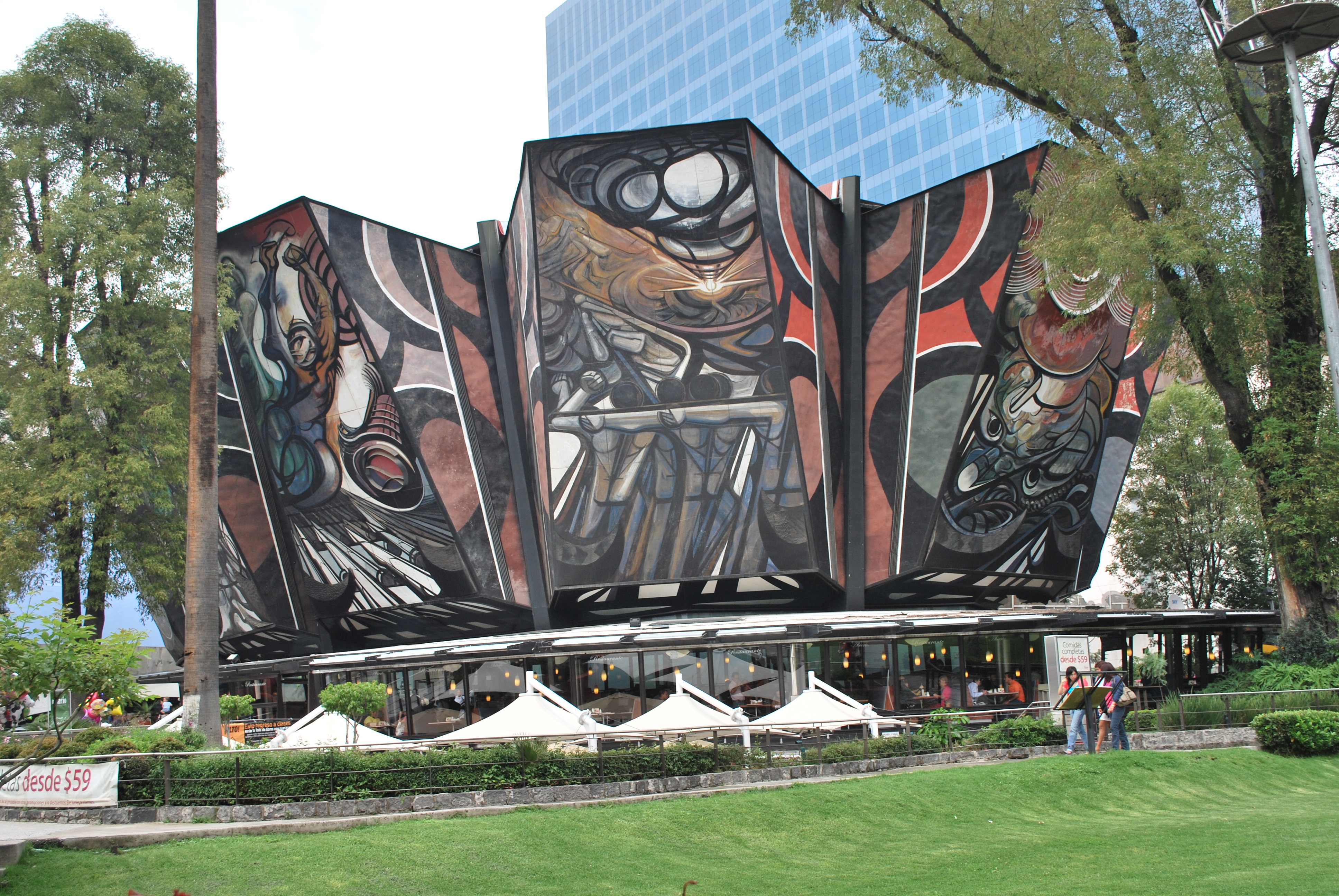
Polyforum Siqueiros

La producción de arte populista mexicano de 1920 a 1950 a menudo es englobado con el nombre de 'Escuela Mexicana de Pintura y Escultura' acuñado en los años 30 por los historiadores y críticos. El término no está bien definido ni tampoco distingue entre diferencias importantes estilísticas y temáticas, no hay un acuerdo formal de que los artistas pertenezcan a él ni si el muralismo debe ser considerado parte de él o por separado. No es una escuela en el sentido clásico de la palabra y además incluye trabajos de más de una generación con diferentes estilos que a veces chocaban entre sí, sin embargo, sí abarca características importantes. La Escuela Mexicana de Pintura y Escultura fue una combinación de ideales públicos y estéticos "posicionada como un componente de la esfera pública". Los tres componentes oficiales del muralismo mexicano son: 
- Participación directa con la publicidad oficial y discurso.[14]
- Integración recíproca en el discurso visual del mural con una serie de prácticas que comuniquen la participación de la publicidad oficial (incluyendo una variedad de géneros escritos, pero también discurso público, debate y un provocativo evento público).[14]
- El desarrollo de una temática de carácter público de una estética social-realista como el registro visual del sentido público del trabajo muralista.[14]

La mayoría de los pintores en esta escuela trabajaron principalmente en Ciudad de México e incluso en otras ciudades ininterrumpidamente en proyectos y/o como maestros, generalmente recibiendo apoyo del gobierno. Muchos de ellos tenían una gran preocupación por la historia e identidad del país y estaban políticamente activos. La mayoría del arte creado en esta escuela no era para vender, más bien como medio de difusión en México y en el extranjero. Muchos de los artistas tuvieron una formación, algunas veces estudiando en Europa y/o en la Academia de San Carlos.
Una gran cantidad de murales fueron producidos en la mayor parte del país de 1920 a 1970, generalmente con temas relacionados con política y nacionalismo enfocado a veces en la Revolución Mexicana, identidad mestiza y la historia de la cultura mesoamericana, esto sirvió como una forma de unión entre los miembros del movimiento. Los aspectos políticos y nacionalistas tenían poco que ver directamente con la Revolución Mexicana especialmente en las últimas décadas, el objetivo tenía que ver más con glorificarla y sus resultados como un medio para legitimar el gobierno posterior a la Revolución. La otra orientación política iba más hacia el Marxismo, especialmente la lucha de clases. Esto fue más fuerte en el movimiento inicial con Rivera, Orozco y Siqueiros, todos comunistas. Los mensajes políticos se volvieron menos radicales pero permanecieron con firmeza en la izquierda. Mucha de la producción de murales resaltaba el aspecto indígena de la cultura mexicana, considerándolo como un factor importante en la creación del México moderno; esto fue añadido con la idea de reexaminar la historia del país desde una perspectiva diferente. Otro aspecto que la mayoría de los muralistas compartían era el rechazo del ideal de que el arte era sólo para una minoría selecta, sino como un beneficio de las masas.
Los murales adquirieron un estatus monumental debido a dónde estaban plasmados, la mayoría en paredes de los edificios coloniales y los temas que manejaban. Los muralistas de México compartieron libremente ideas y técnicas, sin embargo, el trabajo de cada uno era muy distintivo y particular por lo que los artistas se podían deducir sin mirar la firma. Hubo un resurgimiento de viejas técnicas tales como el fresco, que es pintar sobre paredes recién enyesadas y pintura de cera caliente. Otros utilizaban mosaicos y cerámicas de alto fuego así como piezas metálicas y capas de cemento. El artista más innovador fue Siqueiros quien trabajó con pyroxileno (un esmalte comercial) y fue uno de los primeros en utilizar el aerógrafo con fines artísticos.

## Triunfos del Muralismo

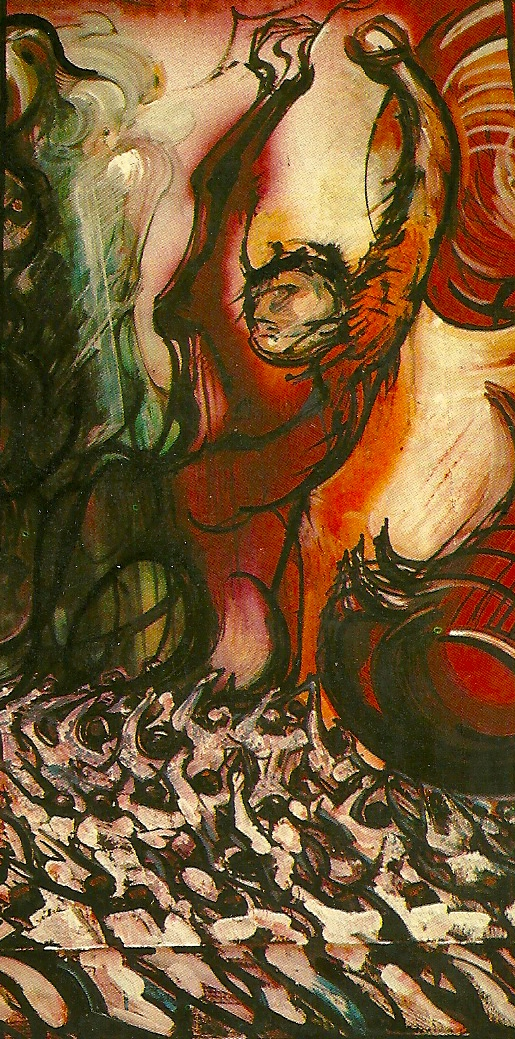
Fragmento de La Marcha de la Humanidad' de David Alfaro Siqueiros.

El muralismo cambió en muchos la manera de pensar acerca de los indígenas mexicanos, destacando su cultura y la enseñanza de su historia, así como influyó en los artistas del momento, tanto nacionales como internacionales en escala y contenido, muchos incluían ahora problemas de relevancia social en sus pinturas y buscaban hacer su arte útil para el público, comunicando sus pensamientos acerca de la política de la izquierda, así como provocando conciencia social.
La idea de expresar ideas políticas y sociales en murales influyeron a muchos artistas del momento en México y los Estados Unidos, así como llevó al desarrollo de nuevos estilos como el Movimiento Chicano en el sur de Estados Unidos.

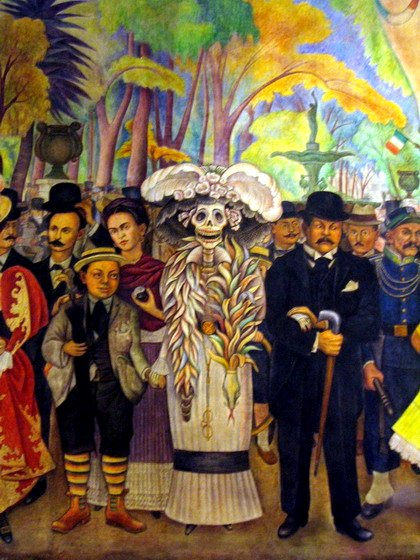
Diego Rivera, fragmento de Sueño de una tarde dominical en la Alameda Central

## Principales artistas exponentes
- Gerardo Murillo, Dr. Atl. (1875, 1964)

- Roberto Montenegro (1881 - 1968) Diego Rivera (1886-1957): Trabajó durante un tiempo en Europa y fue amigo de Picasso y de Modigliani, entre otros. A su regreso a México, buscó el influjo del arte maya y azteca, interesándose también por las artes populares. En sus murales recrea la cultura prehispánica y trata de responder con su carácter populista a las necesidades de las masas.

- José Clemente Orozco (1883 1949). Realizó numerosos murales en edificios públicos, con un impetuoso estilo narrativo que va de lo patético a lo trágico, del realismo al simbolismo, siempre dentro de la más estricta orientación mexicanista.

- David Alfaro Siqueiros (1896-1974)

- Rufino Tamayo (1899 - 1991)

- Antonio González Orozco (1933-2020). Fue un muralista mexicano que estudió de 1953 a 1957 en la Antigua Academia de San Carlos. En esa época (1956) fue alumno de Diego Rivera, quien motivó su interés por el muralismo, en un curso que impartió en dicha Institución sobre técnica mural. En su larga carrera que abarca la segunda mitad del Siglo XX y parte del siglo XXI, Antonio González Orozco, contribuyó a la plástica mexicana con pinturas de caballete y retratos, dibujos, grabados, serigrafías, esculturas, muchas de las cuales exhibió en 31 exposiciones individuales, tanto en México, como en diversos países como Estados Unidos, Canadá, Polonia y Rumanía. Destacan particularmente 8 pinturas murales, ubicadas en la Ciudad de México, Coahuila, Sinaloa y Chihuahua. Pintura de México, Pintura mexicana del siglo XX

- Federico Cantú (1907 - 1989)

- El arquitecto Juan O'Gorman (1905 - 1982) también realizó murales. Los más destacados son los de la habitación «Independencia» en el Castillo de Chapultepec. En la escalera principal se encuentra en enorme mural que representa las etapas de la historia más representativas del país y que incluye un centenar de personajes importantes como fueron: Cuauhtémoc, Moctezuma, Hernán Cortés, Miguel Hidalgo, José María Morelos y Pavón, Porfirio Díaz, Emiliano Zapata, y Francisco Villa Frida Kahlo entre otros.

- Fermín Revueltas (1902-1935) fue iniciador del movimiento muralista mexicano y uno de los protagonistas de la etapa temprana del renacimiento de la gran pintura monumental, participando en la decoración de la Escuela Nacional Preparatoria.

- Pablo O'Higgins, (1904 - 1983) murales de la Secretaría de Educación Pública y de la Escuela de Agricultura de Chapingo.

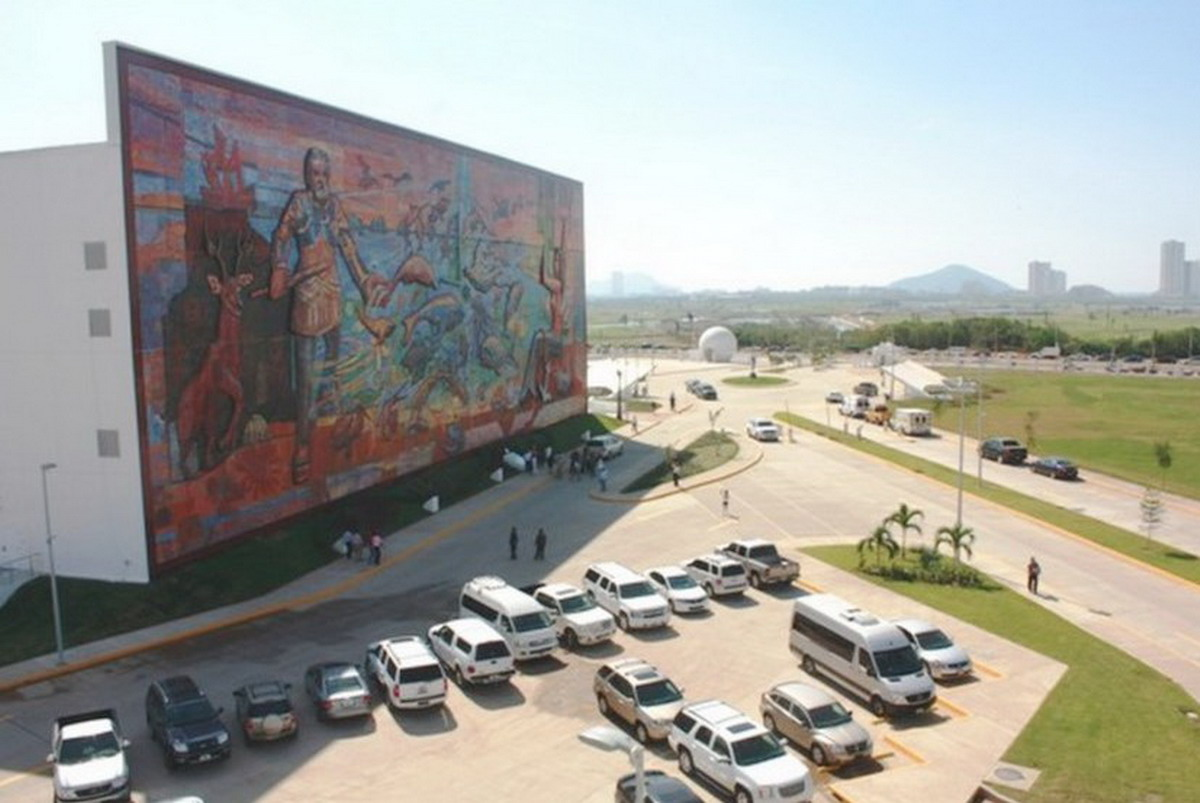
Obra de Ernesto Ríos Rocha. Mural ubicado en el exterior del edificio International Center en Mazatlán Sinaloa México.

- Ernesto Ríos Rocha,[17](1968 - ) Algunos de sus murales en México: “Desarrollo histórico, económico y turístico del Mar de Cortés registrado como Récord Guinness[18][19] e instalado en la ciudad de Mazatlán”,[20] en Culiacán capital de Sinaloa se encuentran las obras   “Historia, Deporte, Cultura y Recreación”, ubicado en el Parque Culiacán 87, hoy Ernesto Millán, “Raíces Históricas y Culturales”, en los pasillos del Ayuntamiento, "Agua de Vida", JAPAC obra realizada sobre el bulevar Enrique Sánchez Alonso, “Adiós Polio” en el Malecón Nuevo frente al Plaza FORUM Culiacán.[21] Colombia: Neiva “400 Años” en el Centro Cultural y de Convenciones José Eustasio Rivera y “Universidad de Talla Mundial”, biblioteca César Pérez García Universidad Cooperativa de Colombia sede Neiva.[22]

## Obras

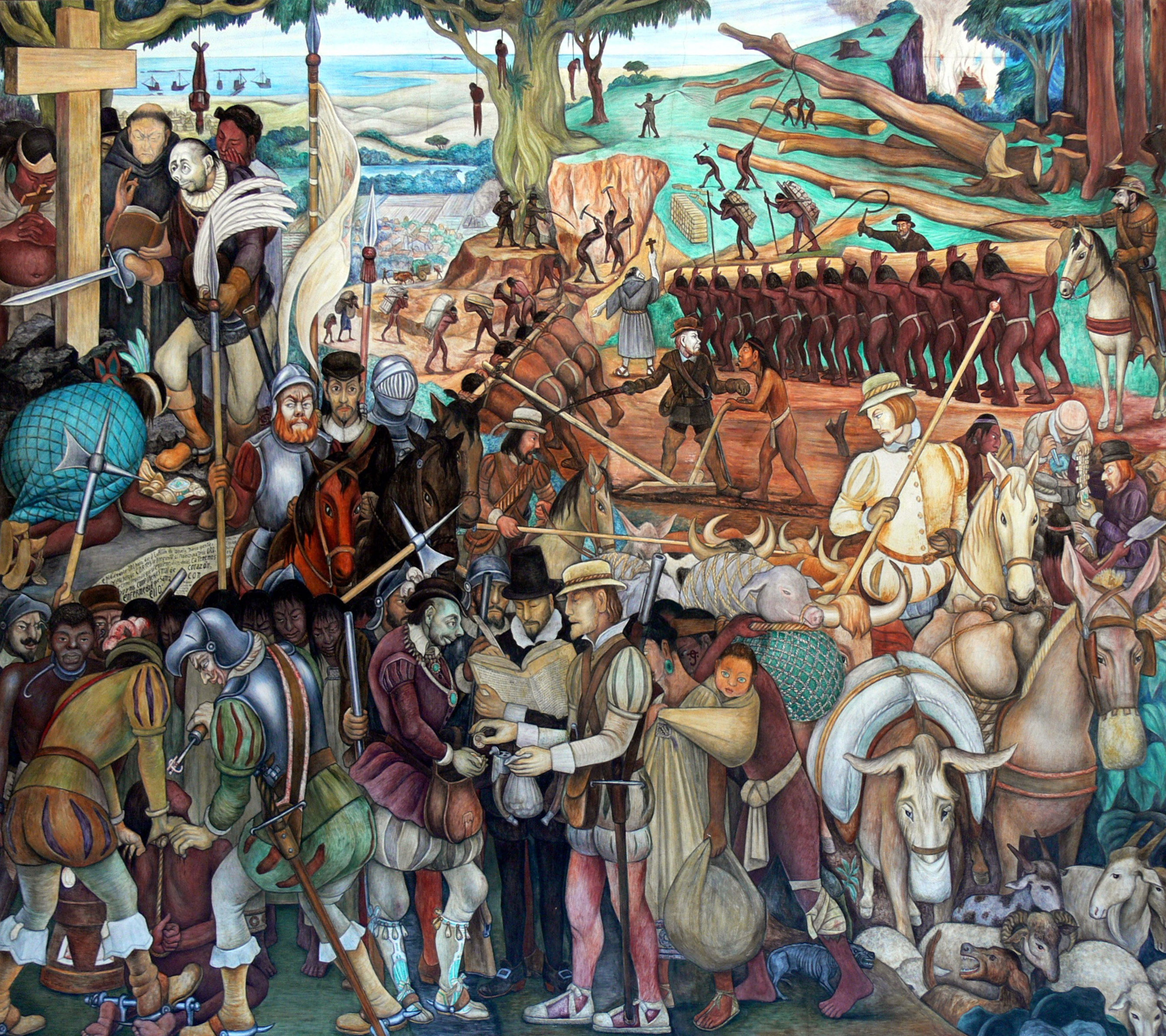
Mural de Diego Rivera en el Palacio Nacional.

- Palacio Nacional: en el cubo de la escalera principal del Patio Central, a lo largo del corredor norte y en un pequeño tramo del corredor oriente del primer piso del mismo patio, los murales pintados al fresco por Diego Rivera entre 1929 y 1935 abarcan 275 metros cuadrados con La Historia de México, El mundo de hoy y mañana y El antiguo mundo indígena.[23][24]

- Escuela Nacional Preparatoria: murales de Diego Rivera, José Clemente Orozco, Fermín Revueltas, Fernando Leal, Ramóm Alva.[25]

- Oficinas centrales de la Secretaría de Educación Pública (SEP): murales de Diego Rivera, Adolfo Best, Cirilo Almeida Crespo, David Alfaro Siqueiros, Roberto Montenegro y Amado de la Cueva.[26]

- Palacio de Bellas Artes: murales de Diego Rivera, José Clemente Orozco, David Alfaro Siqueiros, Jorge González Camarena, Rufino Tamayo, Manuel Rodríguez Lozano, Roberto Montenegro.[27]

- Museo Nacional de Historia, Castillo de Chapultepec: murales de Juan O'Gorman, David Alfaro Siqueiros, Jorge González Camarena y Antonio González Orozco.[28]

- Polyforum Cultural Siqueiros, La Marcha de la Humanidad pintada por David Alfaro Siqueiros entre 1966 y 1971 abarca 4.600 metros cuadrados. El interior, de forma octogonal se compone de 72 tableros de asbesto-cemento reforzados con bastidores de hierro, el techo es de fiberglas fundido en cuatro secciones, las escultopinturas fueron realizadas con láminas de acero recortadas, moldeadas y soldadas. El exterior, de forma dodecagonal, revestido con láminas de asbesto-cemento fue pintado con acrílico.[24]

- UNAM: mural en mosaico de Juan O'Gorman en la Biblioteca Central de la Ciudad Universitaria.
- Casino de la Selva: murales de Josep Renau, José Reyes Meza, David Alfaro Siqueiros, Jorge González Camarena, entre otros.

- Escuela Preparatoria de Jalisco: murales de José Clemente Orozco.

- Suprema Corte de Justicia: murales de José Clemente Orozco.

- Hospicio Cabañas, Guadalajara: murales de José Clemente Orozco.

## Continuidad
Como movimiento artístico comprende las obras realizadas hasta 1955, momento en que perdió su articulación inicial, son muchos los murales que se han continuado realizando en todo México con el mismo mensaje. Los murales pueden hallarse en edificios gubernamentales, iglesias y escuelas; un ejemplo reciente es un proyecto cultural que comenzó en 2009 y consistía en pintar un mural en el mercado municipal de Teotitlán del Valle, una localidad ubicada en el estado de Oaxaca. Estudiantes de preparatoria provenientes del estado de Georgia, Estados Unidos colaboraron con las autoridades locales para diseñar un mural que promoviera la buena alimentación, el cuidado al medio ambiente, preservación y enseñanza del Zapoteco así como sus costumbres.

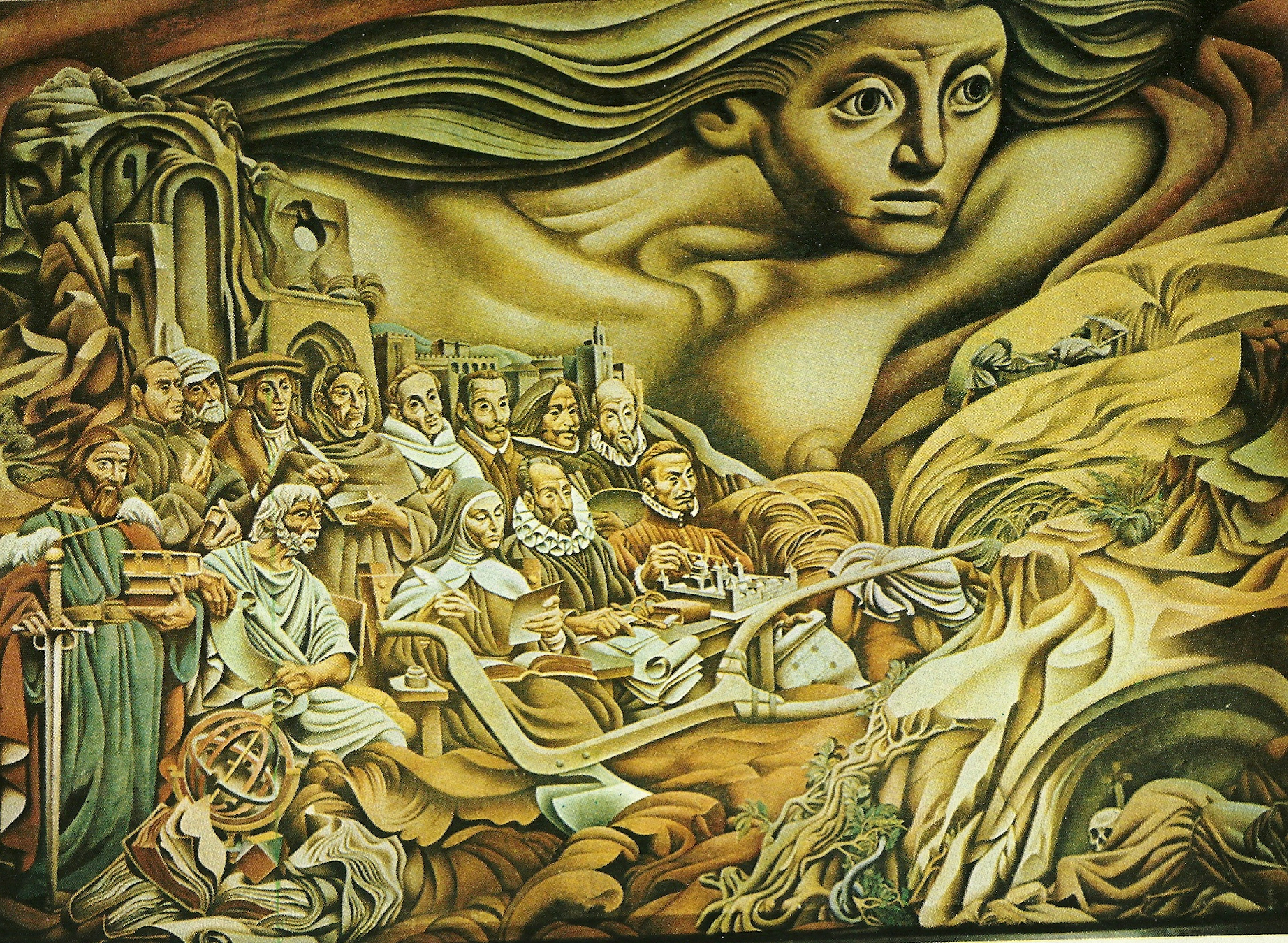
Fragmento de Mural La Hispanidad de Josep Renau Casino de la Selva. Cuernavaca.

El muralismo mexicano puso en alto el arte en el lado Oeste del mundo durante el siglo XX ya que se esparció fuera de México, especialmente el ideal de promover a los murales como una forma de expresión social y política. Ofrecían una alternativa a la abstracción después de la Primera Guerra Mundial con trabajos figurativos que reflejaran a la sociedad y sus preocupaciones. Mientras más muralistas mexicanos deseaban formar parte del arte a escala internacional, su influencia se extendía por toda América y llegaba a países como Guatemala donde resalta el gran muralista Carlos Mérida, Ecuador con Oswaldo Guayasamín y Brasil con Candido Portinari.
Diego Rivera, José Clemente Orozco y David Alfaro Siqueiros pasaron gran parte de su tiempo en Estados Unidos. Orozco fue el primero en pintar murales a finales de los años 20s en el Colegio Pomona, en Claremont, California. Diego Rivera vivió en Estados Unidos de 1930 a 1934 y durante este tiempo demostró parte de su trabajo más influyente en el Museo de Arte Moderno. El éxito de Orozco y Rivera estimuló a artistas norteamericanos a estudiar en México y esto abrió las puertas a muralistas mexicanos para que encontraran trabajo en el país. Siqueiros no tuvo la misma suerte ya que en 1932 fue exiliado a Estados Unidos en Los Ángeles, California donde pintó tres murales.
En la década de 1950 surge la denominada Generación de la Ruptura (Ruptura con el muralismo) conformado por un grupo de artistas que reaccionó en contra de los valores de la Escuela Mexicana de Pintura, atacándola y presentando nuevas temáticas y estilos. Destacan entre sus miembros Vicente Rojo, José Luis Cuevas, Alberto Gironella, Lilia Carrillo, Manuel Felguérez, Fernando García Ponce, Arnold Belkin entre muchos otros.
Son numerosos los artistas formados en la tradición del muralismo, y que continuaron realizando murales, así como las comisiones de edificios públicos y privados esforzados por mantener la obra pública en México vigente, como un estandarte de su cultura. Entre los sucesores del muralismo se encuentran Antonio González Orozco Arturo García Bustos, Rafael Cauduro, Jorge Navarro, Héctor Cruz García, Luis Nishizawa Flores, Santiago Carbonell, Leopoldo Flores, Julio Carrasco Bretón, entre muchos otros. El concepto de un mural como mensaje político fue rápidamente trasladado a Estados Unidos desde el suroeste de México, sirvió como inspiración al muralismo Chicano aunque los mensajes políticos eran diferentes. En la Nicaragua revolucionaria surgió el muralismo durante el periodo sandinista.